# Titawin (gwiazda)
Titawin (Ypsilon Andromedae, υ And) – gwiazda w gwiazdozbiorze Andromedy, odległa o 44 lata świetlne od Słońca. Gwiazda ma układ planetarny.

## Nazwa
Nazwa własna gwiazdy, Titawin, nie jest nazwą tradycyjną, lecz została wyłoniona w publicznym konkursie w 2015 roku. Wywodzi się ona od marokańskiego miasta Tetuan, wpisanego na listę światowego dziedzictwa UNESCO. Nazwę tę, jak również nazwy planet, zaproponował Klub Astronomiczny Vega z Maroka. Gwiazda nie miała tradycyjnej nazwy własnej, dla Koptów stanowiła część „stacji księżycowej” Kuton, „nić”.

## Charakterystyka obserwacyjna
Ypsilon Andromedae to gwiazda o wielkości obserwowanej 4,10m, a jej wielkość absolutna jest równa 3,45m. Widoczna gołym okiem, jest najjaśniejszą z gwiazd położonych pomiędzy jaśniejszymi gwiazdami Almach i Mirach, bliżej pierwszej z nich.

## Charakterystyka fizyczna
Ypsilon Andromedae jest gwiazdą podwójną. Jej główny składnik A (Titawin) to żółto-biały karzeł, gwiazda ciągu głównego należąca do typu widmowego F9 lub F8. Ma ona temperaturę około 6200 K i świeci 3,4 razy jaśniej niż Słońce. Jej promień jest o 63% większy niż promień Słońca, masę tej gwiazdy szacuje się na około 1,3 masy Słońca.
Gwiazda ta ma towarzyszkę Ypsilon Andromedae B, która jest czerwonym karłem. W 2002 roku stwierdzono, że ma ona taki sam ruch własny jak jaśniejsza gwiazda. Odległa o 55,6″ (pomiar z 2015 roku), jest oddalona w przestrzeni od składnika υ And A o około 750 au i obiega ją w czasie co najmniej 16 tysięcy lat. Należy do typu widmowego M4,5.
Ponadto układ ma dwie inne optyczne towarzyszki.

## Układ planetarny

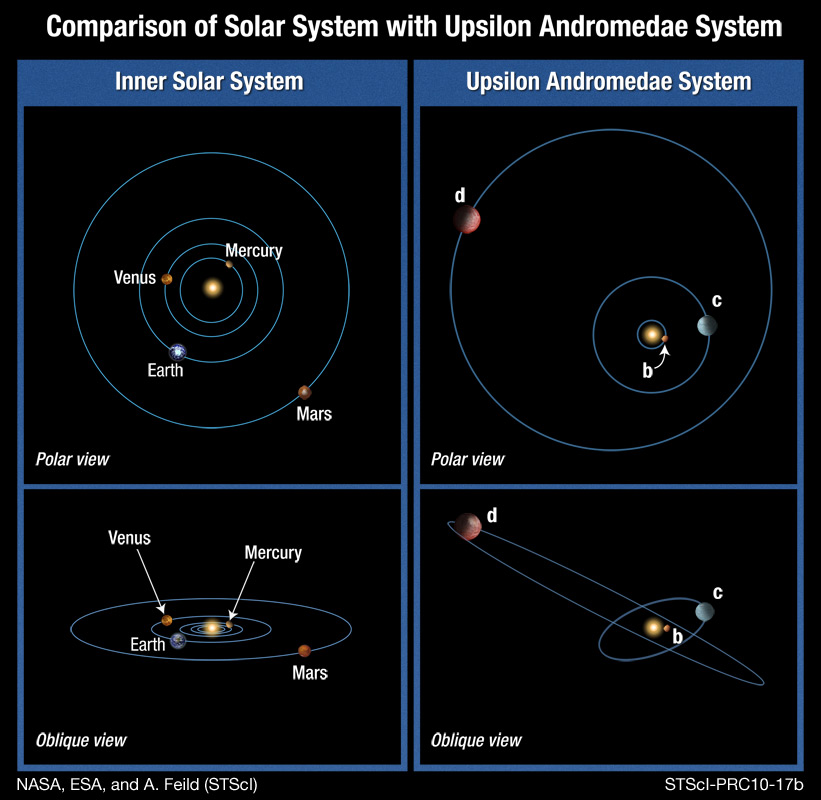
Układ planetarny Ypsilon Andromedae (NASA, ESA i A. Feild STScI), ilustracja nie uwzględnia odkrytej później czwartej planety.

W latach 1996–1999 astronomowie zidentyfikowali trzy planety krążące wokół tej gwiazdy. Był to pierwszy zidentyfikowany układ wielu planet krążących wokół gwiazdy ciągu głównego (oprócz Układu Słonecznego. W 2015 roku w konkursie wyłoniono nazwy planet: Saffar (Ypsilon Andromedae b), Samh (c) i Majriti (d).
Długofalowy trend zmian prędkości radialnej wykazał też istnienie czwartej planety, Ypsilon Andromedae e, o ponad dziesięcioletnim okresie obiegu. Wszystkie te ciała są gazowymi olbrzymami; masywna Ypsilon Andromedae d (Majriti) krąży w ekosferze gwiazdy.
Obserwacje tego układu wskazują, że płaszczyzny orbit planet c i d (Samh i Majriti) są nachylone pod kątem 30° jedna do drugiej. Nachylenie to może być skutkiem silnych oddziaływań grawitacyjnych lub nawet zderzeń pomiędzy ciałami w układzie, które mogły być wywołane przez grawitację masywnych planet lub gwiazdy Ypsilon Andromedae B. Dzięki określeniu nachylenia orbity do osi obserwacji, możliwe stało się wyznaczenie rzeczywistej masy tych planet.